# Vægtløshed
Vægtløshed er en tilstand hvor man ikke føler nogen påvirkning af tyngdekraft.
Vægtløshed kan skabes ved et frit fald, under parabolflyvning og under rumflyvning i kredsløb om Jorden.